# Nuoto ai Giochi della XXVIII Olimpiade - 200 metri farfalla maschili

## Record
Prima di questa competizione, il record del mondo (WR) e il record olimpico (OR) erano i seguenti.
| Record mondiale | 1'53"93 | Michael Phelps Stati Uniti | 22 luglio 2003 Barcellona, Spagna   |
| Record olimpico | 1'55"35 | Thomas Malchow Stati Uniti | 19 settembre 2000 Sydney, Australia |

Durante l'evento sono stati migliorati i seguenti record:
| Data      | Evento | Atleta         | Nazione     | Tempo   | Record          |
| --------- | ------ | -------------- | ----------- | ------- | --------------- |
| 17 agosto | Finale | Michael Phelps | Stati Uniti | 1'54"04 | Record olimpico |

## Batterie
Si sono svolte 5 batterie di qualificazione. I primi 16 atleti si sono qualificati per le semifinali.

### 1ª batteria
1. Gaston Rodriguez, Argentina 2:04.01
2. Donny Utomo, Indonesia 2:05.71
3. Roy Barahona, Honduras 2:05.99
4. Sergio Cabrera, Paraguay 2:06.15
5. James Walsh, Filippine 2:06.76
6. Bertrand Bristol, Seychelles 2:09.07
7. Sergey Pankov, Uzbekistan 2:13.06

### 2ª batteria
1. Nathaniel O'Brien, Canada 2:00.12
2. Doo-Hee Jeong, Corea del Sud 2:00.96
3. Georgi Palazov, Bulgaria 2:02.15
4. Zoran Lazarovski, Macedonia 2:02.26
5. Paulius Andrijauskas, Lituania 2:04.64
6. Vladan Markovic, Serbia e Montenegro 2:04.77
7. Aghiles Slimani, Algeria 2:04.93
8. Tzu-Cheng Yeh, Taipei 2:06.41

### 3ª batteria
1. Tom Malchow, Stati Uniti 1:57.75 -Q
2. Peng Wu, Cina 1:57.96 -Q
3. Nikolay Skvortsov, Russia 1:58.18 -Q
4. Sergii Advena, Ucraina 1:58.41 -Q
5. Denys Sylant'yev, Ucraina 1:58.44 -Q
6. Stephen Parry, Gran Bretagna 1:58.88 -Q
7. Jeremy Daniel Knowles, Bahamas 1:59.32
8. Andrew Livingston, Porto Rico 1:59.42

### 4ª batteria
1. Takashi Yamamoto, Giappone 1:57.36 -Q
2. Anatoli Poliakov, Russia 1:58.12 -Q
3. Franck Esposito, Francia 1:58.12 -Q
4. Takeshi Matsuda, Giappone 1:58.23 -Q
5. Travis Nederpelt, Australia 1:58.93
6. Ioannis Drymonakos, Grecia 1:59.42
7. David Kolozar, Ungheria 2:01.89
8. Juan Pablo Valdivieso, Perù 2:02.79

### 5ª batteria
1. Michael Phelps, Stati Uniti 1:57.36 -Q
2. Paweł Korzeniowski, Polonia 1:57.45 -Q
3. Justin Norris, Australia 1:58.05 -Q
4. Ștefan Gherghel, Romania 1:58.12 -Q
5. Moss Burmester, Nuova Zelanda 1:58.13 -Q
6. Juan José Veloz Davila, Messico 1:58.32 -Q
7. Helge Meeuw, Germania 1:58.96
8. Kaio de Almeida, Brasile 1:59.23

## Semifinali

### 1° Semifinale
1. Stephen Parry, Gran Bretagna 1:55.57 -Q
2. Michael Phelps, Stati Uniti 1:55.65 -Q
3. Tom Malchow, Stati Uniti 1:57.48 -Q
4. Anatoli Poliakov, Russia 1:57.58
5. Justin Norris, Australia 1:57.96
6. Moss Burmester, Nuova Zelanda 1:58.09
7. Sergii Advena, Ucraina 1:58.11
8. Takeshi Matsuda, Giappone 1:58.13

### 2° Semifinale
1. Paweł Korzeniowski, Polonia 1:56.40 -Q
2. Takashi Yamamoto, Giappone 1:56.69 -Q
3. Peng Wu, Cina 1:56.81 -Q
4. Ștefan Gherghel, Romania 1:57.31 -Q
5. Nikolay Skvortsov, Russia 1:57.37 -Q
6. Denys Sylantyev, Ucraina 1:57.93
7. Franck Esposito, Francia 1:59.00
8. Juan Jose Veloz Davila, Messico 1:59.78

## Finale
1. Michael Phelps, Stati Uniti 1:54.04
2. Takashi Yamamoto, Giappone 1:54.56
3. Stephen Parry, Gran Bretagna 1:55.52
4. Paweł Korzeniowski, Polonia 1:56.00
5. Ștefan Gherghel, Romania 1:56.10
6. Peng Wu, Cina 1:56.28
7. Nikolay Skvortsov, Russia 1:57.14
8. Tom Malchow, Stati Uniti 1:57.48